# Tuttoscienze
Tuttoscienze è il supplemento di divulgazione scientifica, con periodicità settimanale, del quotidiano La Stampa, nato il 22 ottobre 1981 per iniziativa del direttore di allora Giorgio Fattori sul modello del fortunato inserto letterario Tuttolibri e curato fin da quel momento da Piero Bianucci.
Il settimanale ha complessivamente più di cinquanta collaboratori, per lo più docenti universitari, ricercatori o pubblicisti.
Gli argomenti più trattati sono biologia, genetica, fisica, astronomia, tecnologia (specialmente tecnologia dell'informazione) e archeologia.
Non ci sono rubriche fisse regolari, ma è frequente l'uscita di una raccolta di recensioni di libri divulgativi.
Durante la direzione di Piero Bianucci il supplemento ha costruito un ottimo rapporto con i propri lettori e rapporti di proficua collaborazione con le altre iniziative di divulgazione scientifica e culturale organizzate a Torino, come Giovediscienza, Experimenta e la Fiera del libro. Dopo il pensionamento di Bianucci, il taglio è diventato meno rigoroso e più sensazionalistico, ad esempio con la creazione della rubrica "Misteri", in cui sono descritti i casi di dubbia scientificità.
Tra i suoi collaboratori il matematico Piergiorgio Odifreddi.

## Curiosità
Nel 2006, in occasione dei 25 anni dalla nascita del settimanale, l'International Cultivar Registration Authority ha intitolato a Tuttoscienze una varietà di azalea, la Rhododendrum Tuttoscienze, nell'ambito di un progetto di caratterizzazione genetica di tutte le azalee sempreverdi del Verbano. L'azalea Tuttoscienze è bianca con spruzzature e screziature rosse, petali lievemente increspati e foglia lanceolata.